# FNC Entertainment
FNC Entertainment (hangeul: 에프엔씨엔터테인먼트) est une agence de divertissement sud-coréenne fondée en 2006 par le chanteur et producteur Han Seong-ho. La société opère principalement comme une agence de gestion d’artistes et un label discographique.
L'agence a commencé en ne manageant que des musiciens puis a changé son nom pour FNC Entertainment en 2012, et a commencé à élargir ses affaires dans le champ du divertissement. En 2017, FNC faisait partie des labels coréens les plus influents avec SM, YG et JYP.
La liste d'artistes de l'agence se compose principalement des groupes SF9, F.T. Island, CN BLUE, N.Flying, P1Harmony, anciennement AOA et Cherry Bullet, ainsi que d'acteurs et comédiens tel que Jung Hae-in, Lee Dong-gun, Sung Hyuk, Kim Yong-man, Ro Hong-cheol, et Moon Se-yoon.

## Filiales
- FNC Entertainment Japan
  - March Inc.
- FNC Story
- FNC USA
- FNC Investment
- Love FNC Foundation
- Contents Lab Nana Land
- Shanghai Hongyi Entertainment (49 %, coentreprise avec Suning Universal Media)[4]

Anciennement
- Fancity World (2018—2022)
- FNC W (2021—2023)[5]
- FNC Academy (2021—2023)[5]

## Artistes

### Groupes
- F.T. Island
- CN Blue
- N.Flying
- SF9
- P1Harmony
- Hi-Fi Un!corn (sous FNC Japan)
- Ampers&One[6]

### Artistes solo
- Lee Hong-ki
- Jung Yong-hwa
- J.Don

### Acteurs et actrices
- Cha Hun
- Choi Min-hwan
- Choi Yu-ju
- Heo Ji-won
- Jung Hae-in
- Jung Yong-hwa
- Kang Chani
- Kang Min-hyuk
- Kang Seol
- Kim Bo-ra
- Kim Hwi-young
- Kim In-seong
- Kim Jae-hyun
- Kim Ro-woon
- Kim Sae-yeon
- Kim Seo-ha
- Kim Seo-yeon
- Kim Young-bin
- Lee Da-won
- Lee Dong-gun
- Lee Hong-gi
- Lee Jae-jin
- Lee Jae-yoon
- Lee Jung-shin
- Lee Seung-hyub
- Moon Seong-hyun
- Park Chae-rin
- Park Hyun-jung
- Park Ji-won
- Park Kwang-jae
- Seo Dong-sung
- Sung Hyuk
- Yoo Tae-yang

### Comédiens
- Chung Da-eun
- Jeong Ho-chul
- Jo Woo-jong
- Lee Hyung-taik
- Lee Gook-ju
- Moon Ji-ae
- Moon Se-yoon
- You Jae-phil

## Anciens artistes
Liste des artistes et groupes anciennement sous FNC Entertainment :

### Groupes
- AOA (2012–2019)
  - Youkyung (2012–2016)
  - Mina (2012–2019)
  - Choa (2012–2019)
  - Jimin (2012–2020)
  - Yuna (2012–2020)
  - Seolhyun (2012–2022)
  - Hyejeong (2012–2023)
  - Chanmi (2012–2024)[7]
- Prikil (2022–2023; sous FNC Japan)
  - Rinko (2022–2023)
  - Uta (2022–2023)
  - Yukino (2022–2023)
  - Nana (2022–2023)
  - Rin (2022–2023)
- Cherry Bullet (2019–2024)[8]
  - Mirae (2019)
  - Kokoro (2019)
  - Linlin (2019)
  - Haeyoon (2019–2024)
  - Jiwon (2019–2024)
  - Remi (2019–2024)
  - May (2019–2024)

### Artistes musicaux
- Juniel (2011–2016)
- Honeyst (2017–2019)

### Acteurs
- Lee Da-hae (2014–2016)
- Kim Min-seo (2014–2017)
- Lee Elijah (2016–2017)
- Jung Hye-sung (2015–2018)
- Jo Jae-yoon (2014–2019)
- Jung Woo (2015–2019)
- Park Doo-sik (2016–2019)
- Kwon Mina (2012–2019)
- Yoon Jin-seo (2012–2020)
- Kwak Dong-yeon (2012–2020)
- Baek Zu-ho
- Jin Ye-ju
- Jin Seo-yul
- Jung Jin-young
- Kim Nu-ri
- Lee Chae-yun
- Lim Hyoun-soo
- Park Ji-ahn
- Shin Ian
- Shin Yi-joon

### Anciens comédiens
- Ji Suk-jin (2015–2016)
- Song Eun-i (2012–2019)
- Lee Se-young (2017–2019)
- Yoo Jae-suk (2015–2021)
- Ro Hong-chul